# Pseudochiridium vachoni
Pseudochiridium vachoni är en spindeldjursart som först beskrevs av Vitali-di Castri 1970.  Pseudochiridium vachoni ingår i släktet Pseudochiridium och familjen Pseudochiridiidae. Inga underarter finns listade i Catalogue of Life.